# A Bad Moms Christmas
A Bad Moms Christmas es una película estadounidense de comedia navideña dirigida y escrita por Jon Lucas y Scott Moore, y es una secuela de la película Bad Moms (2016). Es protagonizada por Mila Kunis, Kristen Bell y Kathryn Hahn que vuelven a interpretar sus papeles de la primera película, con Christine Baranski, Cheryl Hines y Susan Sarandon uniéndose al elenco. La trama sigue a Amy, Carla y Kiki, ya que deben tratar con sus propias madres que las visitan durante las vacaciones. La película se estrenó en los cines el 1 de noviembre de 2017. Recibió críticas mixtas, con críticas dirigidas a la trama y sus chistes obscenos, y recaudó $130 millones en todo el mundo.

## Argumento
Amy (Mila Kunis) está ahora en una relación feliz con Jessie (Jay Hernández) y espera tener una Navidad sencilla. Sus planes se descarrilan cuando su madre demasiado crítica, Ruth (Christine Baranski), le envía un mensaje de texto para decirle que vendrá por Navidad.
Mientras tanto, Kiki (Kristen Bell) todavía trabaja demasiado con sus cuatro hijos, pero ahora su esposo Kent es mucho más útil. Kiki se sorprende cuando su madre Sandy (Cheryl Hines) aparece tres días antes de lo esperado y planea pasar las próximas tres semanas con Kiki. El amor de Sandy por Kiki es abrumador y asfixia a Kiki.
Cuando Carla (Kathryn Hahn) llega a casa, su madre, Isis (Susan Sarandon), ha llegado y le dice que tiene la intención de pasar tiempo con ella por primera vez en años. Sorprendida por este giro de los acontecimientos, Carla está emocionada de pasar tiempo con ella. Finalmente, Amy, Kiki y Carla van al centro comercial donde expresan su tristeza por las vacaciones. Pero mientras se compadecen de las presiones de las vacaciones, hacen un pacto para "recuperar la Navidad". Ruth intenta crear un espectáculo con la Navidad, en lugar de hacerlo simple como quería Amy. En un esfuerzo por aplastar esos planes, Amy lleva a la familia a Sky Zone para reunirse con Kiki, Carla y sus familias. Ruth, Sandy e Isis se conocen y conversan mientras sus hijas se divierten con sus hijos.
En el trabajo, Carla conoce a un bailarín erótico llamado Ty (Justin Hartley), quien dice que está compitiendo en una competencia de Sexy Santa y le pide a Carla que sea su cita, lo que ella acepta con entusiasmo. Kiki sigue teniendo problemas con las formas autoritarias de su madre y decide llevar a Sandy al Dr. Karl (Wanda Sykes) para discutir estos temas. Esto conduce a una interrupción en la comunicación que lleva a Kiki a regañar a Sandy y hacer que abandone la sesión.
Amy y Kiki se unen a Carla mientras asisten al espectáculo Sexy Santa. Todas las damas de la sala están impresionadas con el baile de Ty. Para sorpresa de todos, Isis se sube a la barra y comienza a bailar con Ty. Carla corre para recuperar a Ty, lo que lleva a una pelea. Cuando Carla lleva a Isis a casa, Isis le dice que necesita dinero para una nueva inversión, pero Carla sabe que va a apostarlo todo y luego desaparecerá de la vida de Carla como ha sido durante años. No obstante, Carla cede y le presta el dinero a Isis.
En la víspera de Navidad, Sandy le dice a Kiki que hizo una oferta en efectivo por la casa de al lado para poder vivir junto a Kiki. Finalmente, Kiki arremete y le dice a Sandy que no puede vivir al lado y que quiere algo de espacio. Sandy sale de la habitación llorando.
Amy se enoja con Ruth cuando descubre que Ruth ha invitado a extraños a su casa para organizar una elaborada fiesta de Navidad, exactamente lo que Amy no quería. Amy pierde los estribos y exige que Ruth salga de su vida para siempre. Sus hijos, Jane y Dylan, son testigos de este arrebato y se enojan con Amy. Mientras tanto, Carla encuentra una nota de Isis que indica que acaba de partir con el dinero que le prestó.
Ruth va a la iglesia para la misa de medianoche y se le unen Sandy e Isis. Todas las mujeres se critican mutuamente por sus esfuerzos como madres, y cada una de ellas se da cuenta de sus defectos. El padre de Amy, Hank, va a hablar con ella sobre Ruth y la horrible pelea que tuvieron, pero reconoce que si bien puede ser difícil tratar con Ruth, Ruth siempre ha sido increíblemente insegura, siempre preocupada de si estaba haciendo un buen trabajo o no como madre, pero siempre tuvo las intenciones correctas y amó a Amy incondicionalmente. Amy va a la iglesia donde está Ruth para intentar reparar su relación con su madre. Los dos se disculpan el uno al otro, y ambos confiesan cuánto se aman genuinamente. Ruth le dice a Amy que es una madre maravillosa. Los dos se abrazan con fuerza. Cuando el reloj marca la medianoche, Amy se da cuenta de que necesita que su madre la ayude a arreglar la Navidad. Los dos corren a casa para comenzar a decorar la casa correctamente.
La mañana de Navidad, Jane y Dylan bajan las escaleras para ver que Ruth ha regresado, que la relación se ha reparado y que la casa se ve maravillosa con decoraciones y regalos. Kiki se reconcilia con Sandy, quien le dice que puso la casa vecina a la venta y admite que siempre se sintió sola en Navidad desde que murió el padre de Kiki. Luego, Carla recibe la visita de Isis, quien se toma en serio cambiar su vida y tiene un nuevo trabajo en Sky Zone.
Todas las familias se reúnen y Ruth, Sandy e Isis anuncian que se han hecho amigas y ahora planean hacer un viaje a Las Vegas.

## Reparto
| Actor               | Personaje            |
| ------------------- | -------------------- |
| Mila Kunis          | Amy Mitchell         |
| Kristen Bell        | Kiki                 |
| Kathryn Hahn        | Carla Dunkler        |
| Christine Baranski  | Ruth, madre de Amy   |
| Cheryl Hines        | Sandy, madre de Kiki |
| Susan Sarandon      | Isis, madre de Carla |
| Jay Hernandez       | Jessie Harkness      |
| Justin Hartley      | Ty Swindle           |
| Peter Gallagher     | Hank, padre de Amy   |
| Oona Laurence       | Jane Mitchell        |
| Emjay Anthony       | Dylan Mitchell       |
| Wanda Sykes         | Dra. Karl            |
| Ariana Greenblatt   | Lori Harkness        |
| Christina Applegate | Gwendoline James     |

## Producción
El 23 de diciembre de 2016, se anunció que A Bad Moms Christmas sería lanzado el 3 de noviembre de 2017 y que tendría un tema festivo, con Bell, Hahn y Kunis regresando para retomar sus papeles. En abril de 2017, Justin Hartley se unió al elenco de la película. En mayo de 2017, Susan Sarandon, Christine Baranski y Cheryl Hines se unieron al reparto de la película, junto con David Walton, Wanda Sykes y Jay Hernandez, que volverán a interpretar sus papeles de la primera película.
La fotografía principal en la película comenzó el 1 de mayo de 2017, en Atlanta, Georgia.

## Recepción crítica
La película fue mal recibida por parte de la crítica especializada. Actualmente cuenta con un 5.8 de calificación sobre diez en IMDb, y un índice de 32% (4.3 sobre un total de 10) en Rotten Tomatoes.